# Малиновка (Гомельська область)
Малиновка (біл. Малінаўка) — селище в Тереницькій сільській раді Гомельського району Гомельської області Республіки Білорусь.

## Географія

### Розташування
У 23 км на захід від Гомеля.

## Гідрографія
Річка Біличанка (притока річки Уза).

## Транспортна мережа
Поруч автошлях Жлобин — Гомель. Планування складається з прямолінійної вулиці, яка орієнтована з південного сходу на північний захід. Забудова двостороння, дерев'яна, садибного типу.

## Історія
Заснований на початку XX століття переселенцями із сусідніх сіл. 1931 року жителі вступили до колгоспу. Під час німецько-радянської війни 12 мешканців загинули на фронті. 1959 року у складі колгоспу «1 Травня» (центр — село Тереничі).

## Населення

### Чисельність
- 2009 — 9 мешканців.